# Novi Bečej (općina)
Općina Novi Bečej (srpski: Општина Нови Бечеј) je jedna od općina u Republici Srbiji. Nalazi se u AP Vojvodini i spada u Srednjobanatski okrug. Po podacima iz 2004. općina zauzima površinu od 609 km² (od čega na poljoprivrednu površinu otpada 53.575 ha, a na šumsku 478 ha). Centar općine je grad Novi Bečej. Općina Novi Bečej se sastoji od 4 naselja. Po podacima iz 2002. godine u općini je živjelo 26.924 stanovnika, a prirodni priraštaj je iznosio -7,1 %. Po podacima iz 2004. broj zaposlenih u općini iznosi 4.727 ljudi. U općini se nalazi 5 osnovnih i 2 srednjih škola.U njen sastav, pored mjesta Novi Bečej (oko 17.000 st.), ulaze tri manja mjesta: Novo Miloševo (7000 stanovnika), Kumane (5000 st.) i Bočar (2000 st). 
Općina je uglavnom agrarnih karakteristika i stanovništvo se uglavnom bavi poljoprivredom. Industrija je slabo razvijena.

## Naseljena mjesta
- Bočar
- Kumane
- Novi Bečej
- Novo Miloševo